# Consociativismo

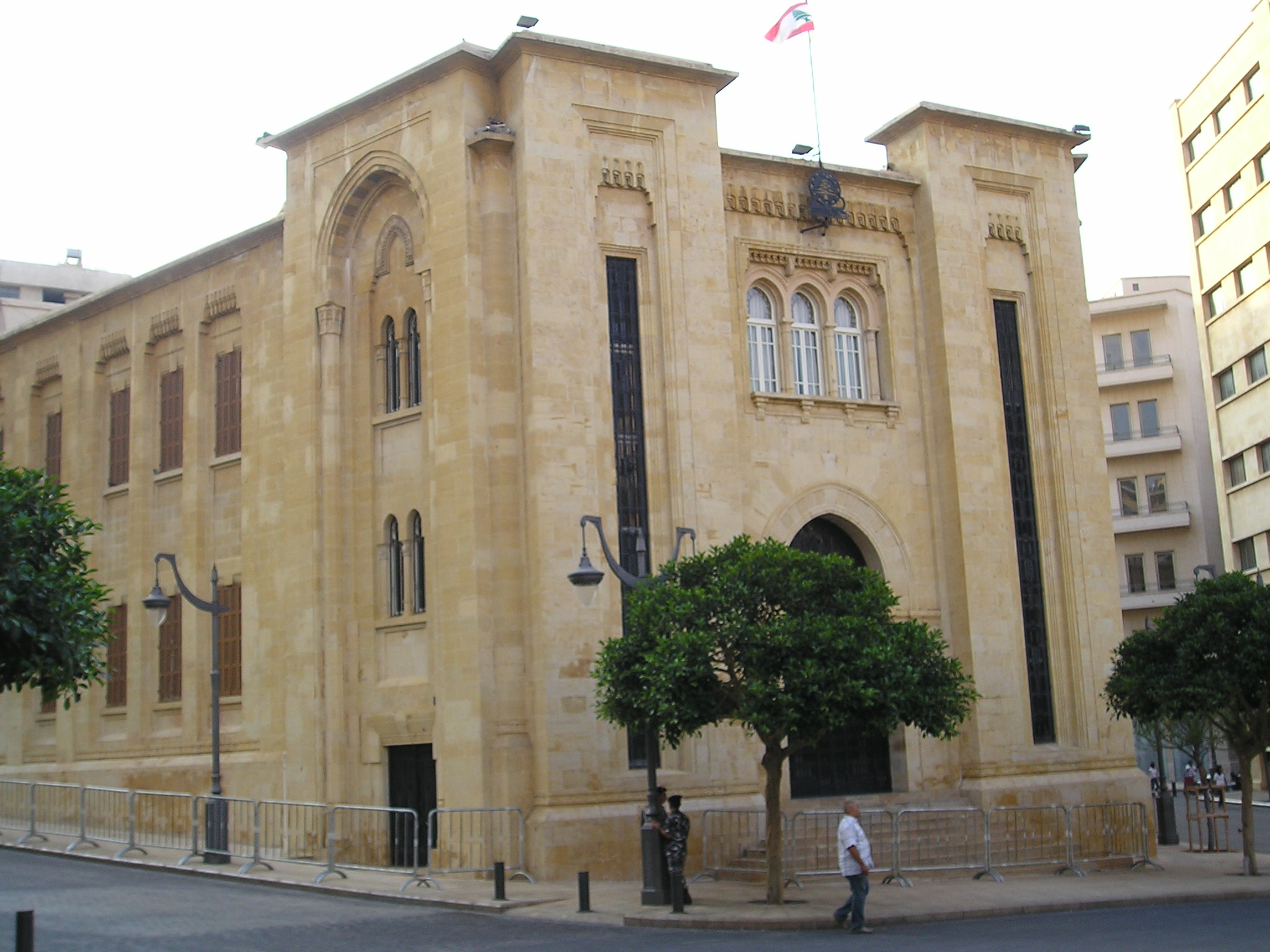
Parlamento do Líbano, país marcado pelas características consociativistas das suas instituições.

Consociativismo é uma forma de governo que garante representação aos diversos grupos que compõem um país profundamente dividido ou diverso. É frequentemente adotado para administrar os conflitos que surgem numa comunidade nacional profundamente dividida por razões históricas, étnicas ou religiosas.
Seu objetivos são: garantir a estabilidade do governo, assegurar a sobrevivência dos acordos das divisões do poder e a sobrevivência da democracia, evitar o uso da violência política. Quando o consociativismo é organizado segundo as diversas crenças religiosas que convivem num determinado país, é chamado de sectarismo. Um exemplo de governo onde é praticado o sectarismo é o Líbano.
Muitas vezes é visto como um sinônimo da expressão 'partilha do poder' (power-sharing), embora a partir de um ponto de vista técnico é somente uma das formas que podem ser realizadas a partilha do poder.
O consociativismo foi tratado em termos acadêmicos através do cientista político holandês Arend Lijphart.Lijphart, no entanto, afirmou ter "apenas destacado o que os políticos profissionais - de forma isolada uma da outra e sem levar em conta o trabalho de especialistas acadêmicos - haviam inventado em anos anteriores".
John McGarry e Brendan O'Leary traçam as origens do consociativismo a 1917, quando foi pela primeira vez utilizado na Holanda. Na verdade, Lijphart faz profundas referências à experiência de seu país de origem para desenvolver sua tese a favor da abordagem consociativa para resolver os conflitos étnicos. No período de 1857 a il 1967, a Holanda, país consociativo, foi dividida em quatro pilares não-territoriais: os calvinistas, os católicos, os socialistas e os liberais (embora até 1917 estava em vigor um sistema eleitoral do tipo majoritário. No período de ouro da "pilarização", cada um dos quatro pilares do sistema que consistia em grupos bem organizados, escolas, universidades, hospitais e jornais, todos rigorosamente separados de acordo com o esquema da estrutura social dos 'pilares'. A teoria, de acordo com Lijphart, enfoca o papel das elites sociais, seus acordos e cooperação como chave para alcançar uma democracia estável.
A Suíça é notada pelo seu regime consociativo.

## Características
Lijphart identifica quatro características-chave da democracia consociativa:
| Nome                  | Explicação |
| --------------------- | --- |
| Grandes coalizões     | Os grupos dirigentes de cada "pilar" da sociedade unem-se para governar nos interesses da sociedade, uma vez que eles reconhecem os perigos da não-cooperação. |
| Veto recíproco        | O consenso entre os vários grupos é necessário para confirmar a regra da maioria. A reciprocidade implica que a minoria não tem interesse em bloquear a maioria. Na verdade, se um grupo poderia bloquear outro em um determinado assunto, este último em retaliação pode bloquear o primeiro em alguma outra área de interesse. Será buscada, portanto, compartilhado soluções.                                             |
| Proporcionalidade     | A representação, não somente política, se baseia na população. Se um "pilar" representa 30% da sociedade civil, seus representantes devem ocupar não somente 30% das cadeiras do parlamento, mas também uma idêntica porção das forças de polícia, das funções públicas e todos os outros segmentos nos quais é dividida a nação e a sociededade.                                                                            |
| Autonomia dos setores | Cria um senso de individualidade e permite a adoção de regras diferentes de acordo com diferentes culturas de suas comunidades. Por exemplo, no Líbano e em Israel, o casamento é exclusivamente regido pelas regras da religião dos aderentes (Islão, judaísmo, várias denominações cristãs, etc.) e não existem normas reguladoras para os casamentos inter-religiosos, de modo que, na verdade, estes não são permitidos. |

## Condições favoráveis
Lijphart identifica ainda uma série de 'condições favoráveis' sobre as quais o consociativismo pode obter sucesso:
- Equilibrio di potere su più assi - la presenza di 3 o più gruppi diversi, ciascuno dei quali costituisce una minoranza, mantiene l'equilibrio del potere.
- Sistema multipartidário - Uma parte não pode impor sua vontade contra os outros. Portanto, torna-se necessária para construir coalizões.
- Dimensão reduzida - Os membros da elite são mais propensos a estar familiarizados uns com os outros no contexto de uma dimensão reduzida.
- Lealdade dominante - As equipes compartilham um sentimento de pertencimento a um mesmo ambiente político.
- Isolamento setorial - Os contactos estreitos entre os setores da sociedade levaria a uma maior propensão para o conflito social.
- Elite tradicional favorável - Para criar um ambiente favorável.
- Relação entre elite e seus seguidores - As elites têm o apoio de suas bases, das quais mantêm um controle apertado.

## Vantagens do consociativismo
Em um estado consociativo, todos os grupos, inclusivo as minorias, gozam de uma representação nos cenários político e econômico. Os proponentes do consociativismo argumentam que nas sociedades afetadas por profundas divisões, o consociativismo oferece uma opção mais realística no que diz respeito à integração racial em relação a resolução de conflitos.
Ele é reconhecido pela capacidade de ter sucesso garantido para uma transição pacífica à democracia em países profundamente divididos - no caso, etnicamente dividido - como a África do Sul.